# Struga Wierzenicka
Struga Wierzenicka – ciek w Polsce, przepływający w całości na terenie gminy Pobiedziska. Prawy dopływ Głównej.
Źródło znajduje się w jeziorze Kołatkowskim. Ciek przepływa przez pięć jezior: Kołatkowskie, Stęszewskie, Wronczyńskie Wielkie, Wronczyńskie Małe i Jerzyńskie (te dwa pierwsze często uważa się za jedno, Stęszewsko-Kołatkowskie). Uchodzi do Głównej na południe od Nadrożna. Poziom wody regulowany jest licznymi śluzami.
Prawie całą długością cieku przebiega szlak kajakowy Puszcza Zielonka otwarty 20 maja 2012. Na brzegach, przy przenoskach urządzono specjalne przystanie do wyciągania i wodowania kajaków. Istnieją też pola biwakowe.
Przez ciek przechodzi mostem droga lokalna z Tuczna do Pobiedzisk.